# Barákapuszta
Barákapuszta település Fejér vármegyében, a Gárdonyi járásban, közigazgatásilag Zichyújfaluhoz tartozik.

## Fekvése
A Zichyújfalu központjától 2,2 kilométerre keletre, az Agárdtól Szabadegyháza felé tartó 6212-es úttól mintegy 600 méterre délnyugatra, a Pusztaszabolcs–Székesfehérvár-vasútvonaltól körülbelül 500 méterre északra, a Keleti-Hippolyt-árok partján található.

### Megközelítése
A 6212-es úttal aszfaltozott bekötőút kapcsolja össze.

## Demográfia
2013. augusztus 12-én 15 fő lakta, a lakások száma 4 volt.

## Története
Először a 17. század közepén említették mint Zichyújfaluhoz (akkor Puszta-Ujfalu) tartozó tanyát. Történetéről meglehetősen keveset tudunk, mivel szinte kizárólag mezőgazdasági termelés, elsősorban élőállat-tartás folyt területén, népessége, mely soha nem haladta meg a  néhány tíz főt, többnyire helyben dolgozó munkásokból állt.
Az elektromosáram-hálózatra Zichyújfalu többi részével egy időben, 1956-ban, a vezetékesvíz-hálózatra pedig az 1970-es években kötötték rá a települést.

## További információ
- Velencei-tó Portál – Zichyújfalu története Archiválva 2013. október 29-i dátummal a Wayback Machine-ben